# Носкова Катерина Володимирівна
Катери́на Володи́мирівна Носко́ва (23 квітня 1989, Знам'янка — 16 серпня 2015, Горлівка, Україна) — українська військова телефоністка, старший солдат ЗС України, кавалер ордена «За мужність» III ст. Загинула під час війни на сході України.

## Життєпис
Катерина Носкова народилася у Знам'янці. Закінчила загальноосвітню школу № 2 та професійно-технічне училище № 3. Мешкала та працювала листоношею у відділенні Укрпошти в селищі Знам'янка Друга.
У лютому 2015 року добровільно зарахована на контрактну службу до лав Збройних Сил України та вирушила до зони проведення АТО. На запитання, для чого їй це було потрібно, Катерина відповідала:
|  | Хлопці, воювати треба всім. Інакше нам цю войну не виграти. А нам потрібна перемога. Я захищаю свою дитину ось так. |

16 серпня 2015 року загинула під Горлівкою в часі обстрілу, вчиненого терористами. Тоді ж поліг солдат Віктор Пронін.

## Особисте життя
Була одружена. Виховувала сина.

## Нагороди
- Орден «За мужність» III ст. (25 листопада 2015) — за особисту мужність і високий професіоналізм, виявлені у захисті державного суверенітету та територіальної цілісності України, вірність військовій присязі [1]
- У Львові на алеї героїнь у парку Богдана Хмельницького висаджено дерево на згадку про неї.